# Josep Maria Martí i Terrada
Josep Maria Martí i Terrada (Puigcerdà 1837 – 1917) farmacèutic, músic, compositor i alcalde de Puigcerdà.

## Biografia
Nascut a Puigcerdà el 17 de setembre de 1837, fill de Josep M. Martí Bosomba i Josepa Terrada i Cornet. Va cursar els estudis primaris a l'Escola Pia de Puigcerdà i es va llicenciar en filosofia l'any 1854 i en farmàcia l'any 1859 a la ciutat de Barcelona. El 1863 heretaria la farmàcia familiar instal·lant-se definitivament a Puigcerdà amb la seva esposa i fills.
Martí i Terrada va tenir sempre una alta implicació en la vida cultural i social de la capital de la Cerdanya. Va presidir el Casino Ceretà així com la Comissió gestora de la carretera de La Molina a la Collada de Toses. Va participar de la vida política de la vila com a regidor i com a alcalde ja que era el delegat a la Cerdanya de la Unió Catalanista. També fou tresorer de l'associació de socors mutus "La Fraternidad" i promotor de la creació de la Festa de l'Estany.
La rebotiga de la farmàcia de Josep M. Martí va ser, a principis del segle xx, un lloc de trobada de personalitats del món cultural del moment com Jacint Verdaguer, Frederic Mistral, Víctor Balaguer, José Zorrilla, Joan Maragall i altres.
Durant la Tercera Guerra Carlina, va destacar per la seva actuació durant els setges patits per la vila de Puigcerdà i se li atribueix l'autoria de la crònica d'aquests setges titulada Libro de honor de Puigcerdá.
L'any 2006 els seus descendents van fer donació del fons documental de Josep Maria Martí i Terrada a l'Arxiu Comarcal de La Cerdanya. La documentació que conté permet seguir l'activitat d'un personatge polifacètic en l'àmbit polític, social i cultural.